# François-Joseph Regnier
François-Joseph Philoclès Regnier, född 1 april 1807 i Paris, död där 27 april 1885, var en fransk skådespelare.
Regnier debuterade 1831 på Théâtre français, där han var societär 1835. Han var en skicklig komiker, vars väl utarbetade framställningar av Scapin, Figaro med flera likartade roller nämns som utmärkta.